# 项城市第一高级中学
项城市第一高级中学簡稱项城一中或项城一高，是中華人民共和國河南省項城市一所高級中學，前身是项城县第二初级中学（項城縣二中），成立於1952年7月。當時位於水寨镇北门里路西。1956年7月增加高中班，並更名為项城县完全中学。1960年7月，项城县完全中学高中班與项城县一中高中班合併組建项城縣第一高级中学，校址位於水寨镇崔營村。1968年8月，項城縣革命委員會決定每個公社興建高中，於是项城縣第一高级中学停辦。项城县第二初级中学被恢復。1970年9月，项城县第二初级中学再次招收高中班並更名為水寨鎮完全中學。1975年7月，水寨鎮完全中學恢復舊名项城县完全中学。1982年8月，项城县完全中学更名為項城縣高級中學。1994年1月，項城縣更改為項城市，學校也同步更名為項城市高級中學。